# موزه نظامی فنلاند
موزه نظامی فنلاند (به فنلاندی: Sotamuseo) موزهٔ مرکزی نیروی دفاعی فنلاند و موزهٔ ویژهٔ ملی تاریخ نظامی این کشور می‌باشد. این موزه که در هلسینکی واقع شده و بخشی از دانشگاه دفاع ملی فنلاند است. در سال ۲۰۱۲ نمایشگاه‌های موزه نظامی در کرونونهاکا و سیومنلینا حدود ۵۵٬۰۰۰ بازدیدکننده داشتند. محبوب‌ترین نمایشگاه زیردریایی وسیکو است که سالانه حدود ۲۷٬۰۰۰ نفر بازدیدکننده دارد.

وظیفه موزه نظامی جمع‌آوری، نگهداری، تحقیق و نمایش آثار و سایر میراث مربوط به توسعه نیروهای دفاعی فنلاند، تاریخ نظامی فنلاند و تاریخچه سلاح است. از سال ۲۰۱۶ میلادی نمایشگاه‌های موزه نظامی در سیومنلینا مستقر هستند.